# Kei Okami
Keiko Okami (岡見 京子, Okami Keiko, 15 de agosto de 1859 – 2 de setembro de 1941) foi uma médica japonesa. Ela foi a primeira mulher no Japão a se formar em Medicina em uma faculdade no Ocidente.

## Vida pessoal
Kei Okami nasceu como Nishida Keiko, na província de Aomori, em 1858. Graduou-se na escola para meninas Yokohama Kyoritsu, em 1878 e lecionou língua inglesa na escola para meninas Sakurai. Casou-se com o professor de educação artística Okami Senkichiro, aos 25 anos. O casal, em seguida, viajou para os Estados Unidos.

## Estudos e carreira
Nos Estados Unidos, Kei estudou no Woman's Medical College of Pennsylvania, recebendo auxílio da Sociedade Missionária para Mulheres Estrangeiras, na Igreja Presbiteriana. Quatro anos de estudos mais tarde, ela se formou, em 1889, tornando-se a primeira japonesa a se formar em uma faculdade de medicina do Ocidente.
Kei retornou ao Japão e começou a trabalhar no Hospital Jikei, hoje uma faculdade de medicina e hospital universitário, a convite de Takaki Kanehiro. Posteriormente, abriu seu próprio consultório em Tóquio.

## Aposentadoria e morte
Após parar de clinicar, ela trabalhou como vice-diretora da escola Shoei, de seu cunhado. Em 1897, ela abriu um pequeno hospital para mulheres em parceria com uma amiga, abrindo também uma escola de enfermagem. O hospital fechou após nove anos por falta de pacientes, sendo que as poucas que o procuravam eram missionárias estrangeiras. Pouco tempo depois, Kei se aposentou devido a um câncer de mama.
Convertida ao cristianismo e bastante devota, ela também participou de trabalho missionário pelo Japão. Faleceu em 2 de setembro de 1941, aos 82 anos, em Tóquio.